# Smedsbyn norr
Smedsbyn norr är en av SCB avgränsad småort i Nederluleå socken i Luleå kommun. Före avgränsningen 2023 klassades området som en del av småorten Smedsbyn för att 2023 klassas som en separat småort.